# Efim Bălțanu
Efim Bălțanu (născut Vaisman; în rusă Ефим Бэлцану; n. 12 mai 1930, Alexăndreni, județul Bălți, România) este un evreu basarabean, fost cântăreț (bariton) sovietic moldovean, „Artist de onoare” al RSS Moldovenești (distins în 1964).

## Biografie
S-a născut în satul Alexăndreni (acum în raionul Sîngerei, Republica Moldova) din județul Bălți, Basarabia, (România interbelică). A crescut la Bălți (de unde și numele de scenă), a prietenit cu Abram Pinkenson și viitorul economist Benor Gurfel. A absolvit școala de muzică de la Conservatorul „Ceaikovski” din Moscova în 1951, apoi Institutul Pedagogic Muzical „Gnessin” (1956). În anii 1951-1956 a fost solist al Teatrului de Operetă din Moscova, în 1956-1957 a activat la Teatrul de Comedie Muzicală din Odesa.
În anii 1957-1967 a fost solist al orchestrei moldovenești de pop-jazz „Bucuria” sub conducerea lui Șico Aranov. În 1967-1978 a fost solist al Societății Filarmonice de Stat din Moldova, în 1979-1981 director artistic al acesteia. A fost director muzical și solist al ansamblului „Zîmbet”. În 1990 a emigrat în Israel.